# Roberta Serra
Roberta Serra (ur. 24 kwietnia 1970 w Turynie) – włoska narciarka alpejska.

## Kariera
Po raz pierwszy na arenie międzynarodowej pojawiła się w 1987 roku, startując na mistrzostwach świata juniorów w Sälen/Hemsedal. Zajęła tam szóste miejsce w zjeździe. Podczas rozgrywanych rok później mistrzostw świata juniorów w Madonna di Campiglio była piąta w kombinacji, siódma w gigancie, dwunasta w zjeździe i trzynasta w slalomie.
W zawodach Pucharu Świata zadebiutowała 12 stycznia 1992 roku w Schruns, gdzie zajęła 11. miejsce w slalomie. Tym samym już w debiucie zdobyła pierwsze pucharowe punkty. Na podium zawodów PŚ jedyny raz stanęła 14 stycznia 1996 roku w Garmisch-Partenkirchen, kończąc slalom na trzeciej pozycji. W zawodach tych wyprzedziły ją jedynie Urška Hrovat ze Słowenii i Austriaczka Elfi Eder. W sezonie 1993/1994 zajęła 55. miejsce w klasyfikacji generalnej.
Wystartowała na igrzyskach olimpijskich w Lillehammer w 1994 roku, gdzie była siódma w slalomie. Brała również udział w mistrzostwach świata w Sierra Nevada w 1996 roku, gdzie nie ukończyła drugiego przejazdu w slalomie.

## Osiągnięcia

### Igrzyska olimpijskie
| Miejsce | Dzień     | Rok  | Miejscowość | Konkurencja | Czas biegu | Strata | Zwyciężczyni    |
| ------- | --------- | ---- | ----------- | ----------- | ---------- | ------ | --------------- |
| 7.      | 26 lutego | 1994 | Lillehammer | Slalom      | 1:56,01    | +1,87  | Vreni Schneider |

### Mistrzostwa świata
| Miejsce | Dzień     | Rok  | Miejscowość   | Konkurencja | Czas biegu | Strata | Zwyciężczyni    |
| ------- | --------- | ---- | ------------- | ----------- | ---------- | ------ | --------------- |
| DNF2    | 24 lutego | 1996 | Sierra Nevada | Slalom      | 1:31,46    | -      | Pernilla Wiberg |

### Mistrzostwa świata juniorów
| Miejsce | Dzień       | Rok  | Miejscowość          | Konkurencja | Czas biegu | Strata | Zwyciężczyni           |
| ------- | ----------- | ---- | -------------------- | ----------- | ---------- | ------ | ---------------------- |
| 6.      | 26 marca    | 1987 | Hemsedal             | Zjazd       | 1:29,50    | +1,33  | Marika Daxer           |
| 12.     | 27 stycznia | 1988 | Madonna di Campiglio | Zjazd       | 1:15,24    | +1,58  | Andrea Schwarzenberger |
| 7.      | 30 stycznia | 1988 | Madonna di Campiglio | Gigant      | 1:53,22    | +1,85  | Sabine Ginther         |
| 13.     | 31 stycznia | 1988 | Madonna di Campiglio | Slalom      | 1:37,98    | +5,30  | Renate Oberhofer       |
| 5.      | 31 stycznia | 1988 | Madonna di Campiglio | Kombinacja  | ?          | ?      | Sabine Ginther         |

### Puchar Świata

#### Miejsca w klasyfikacji generalnej
- sezon 1991/1992: 83.
- sezon 1992/1993: 81.
- sezon 1993/1994: 55.
- sezon 1994/1995: 91.
- sezon 1995/1996: 63.
- sezon 1996/1997: 96.

#### Miejsca na podium
1. Garmisch-Partenkirchen – 14 stycznia 1996 (slalom) – 3. miejsce